# Bakdash

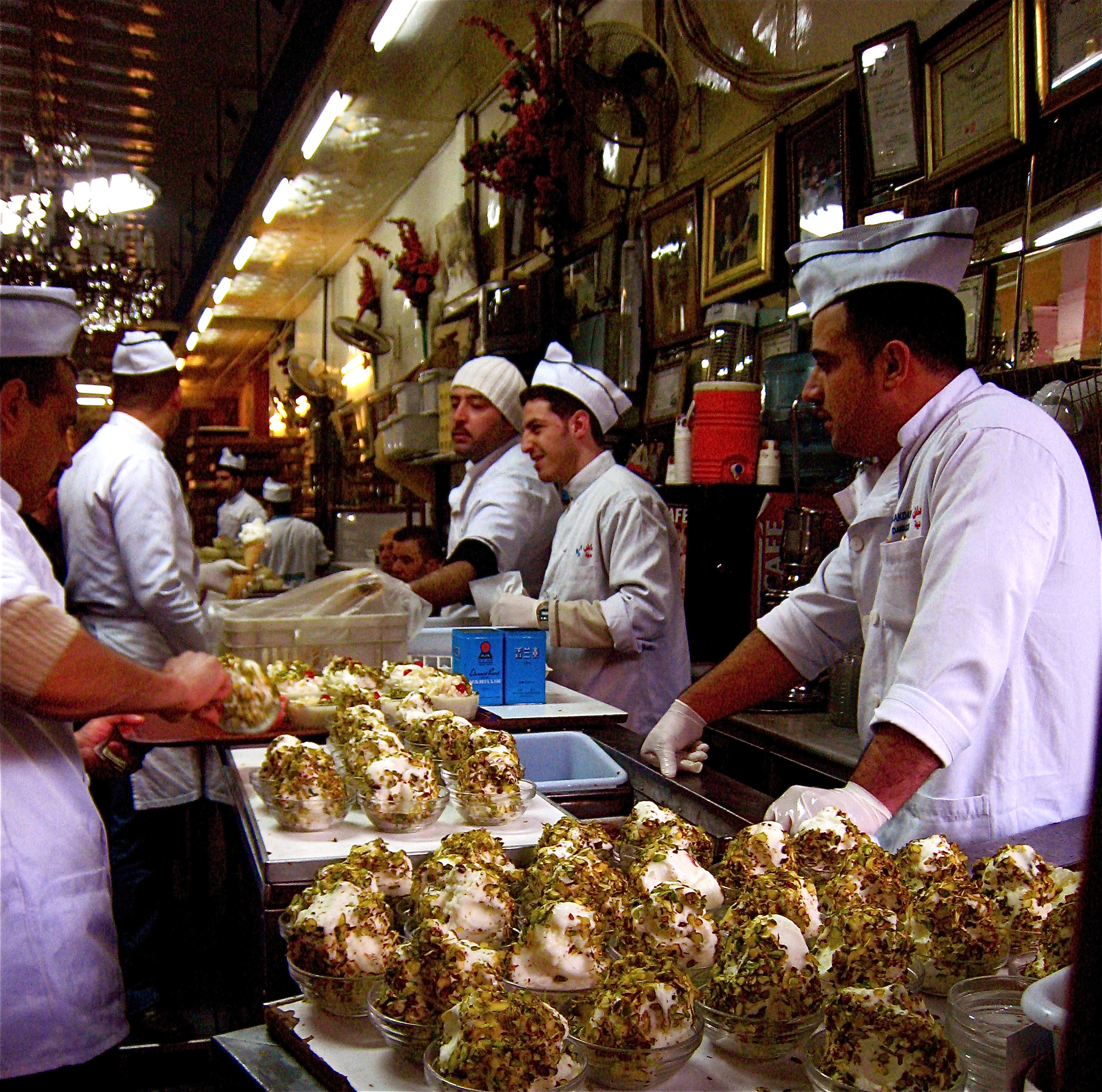
Bakdash, 2009.

Bakdash är ett glasskafé i centrala Damaskus. Kaféet öppnade, under den osmanska perioden, 1895. Bakdash är beläget i basarkvarteren i centrala Damaskus. Ställets specialitet är handgjord vaniljglass serverad med pistaschströssel.
Bakdash drivs sedan starten av Bakdashfamiljen. När Bakdash öppnade var det Syriens första försäljningsställe för glass.